# بازی اکشن
بازی کُنِشی یا بازی اکشن (به انگلیسی: Action Game) به سبکی در بازی ویدئویی گفته می‌شود که روش اصلی پیشروی در بازی از طریق فعالیت‌های فیزیکی شخصیت بازی باشد و بیشتر بر پایه زد و خورد با سلاح‌های سرد و گرم یا مشت و لگد طراحی شده‌اند. دویدن و جست‌وخیز از یک سو به سوی دیگر، رفتن به مکان‌های ناشناخته و کشف اسرار پشت درهای بسته، زد و خوردهای مهیج و گهگاه نفس‌گیر، همه و همه از ویژگی‌های بارز این سبک بازی‌ها محسوب می‌شوند و خود زیر گروه‌هایی همچون بازی مبارزه‌ای، تیراندازی اول شخص، تیراندازی سوم شخص، بازی کنشی دوبعدی، بازی کنشی سه‌بعدی، بازی کنشی-ماجراجویی، بازی کنشی کمدی، بازی کنشی سه‌بعدی از دید سوم شخص، سکوبازی و... تقسیم می‌شود.
در این‌گونه بازی‌ها غالباً شخصی در بازی قرار دارد و با روش‌های مختلف با دشمنان مبارزه می‌کند و در انتهای مرحله با غول آخر که قویتر از دیگر دشمنان است روبه‌رو می‌شود و بعد از کشتن غول به مرحله بعدی می‌رود. از درونمایه‌های اصلی این بازی‌ها وجود جان (یا سلامتی) است به نحوی که با اتمام آن شخص می‌میرد.

## دیگر پیوندها
- بازی‌های اکشن و ماجراجویی